# Warth-Weiningen
Warth-Weiningen (gsw. Wart-Wiininge) – miejscowość i gmina (Politische Gemeinde) w północno-wschodniej Szwajcarii, w kantonie Turgowia, w okręgu (Bezirk) Frauenfeld. Leży nad rzeką Thur. 

## Demografia
W Warth-Weiningen mieszka 1 368 osób. W 2021 roku 10,5% populacji gminy stanowiły osoby urodzone poza Szwajcarią. 

## Zabytki
W gminie znajduje się dawny klasztor kartuzów, w którym obecnie funkcjonuje hotel.

## Transport
Przez teren gminy przebiega droga główna nr 465.